# Peter Erasmus Gspan

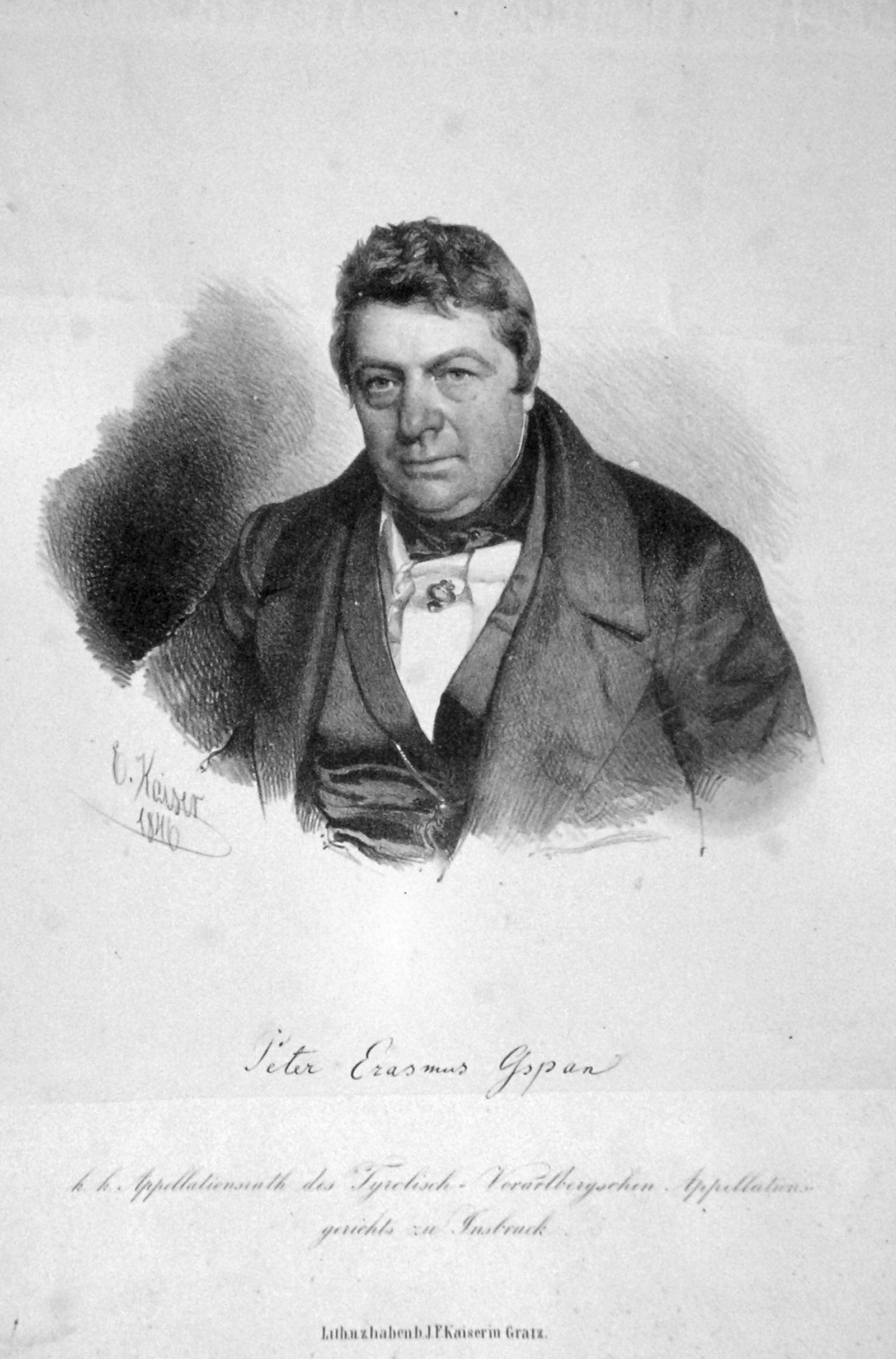
Peter Erasmus von Gspan, Lithographie von Eduard Kaiser, 1846

Peter Erasmus Gspan (* 5. November 1790 in Zirl, Tirol; † 9. Januar 1864 in Graz) war ein österreichischer Jurist und Politiker.

## Leben
Peter Erasmus Gspan, seit 1850 von Gspan, wurde als Sohn eines Landwirtes geboren. Er erlebte im Zuge der napoleonischen Kriege die Abtretung Tirols an Bayern und schloss sich 1809 dem Tiroler Aufstand gegen Napoleon und dessen Rheinbund-Verbündeten Bayern an und kämpfte in der Zirler Bauern-Kompanie für Andreas Hofer gegen die Bayrisch-französische Fremdherrschaft. Danach studierte er Rechtswissenschaft. Er starb am 9. Januar 1864 in Graz, nachdem er 1850 in den erblichen österreichischen Adelsstand erhoben worden war.

## Berufliche und politische Laufbahn
Peter Erasmus Gspan begann seine Beamtenlaufbahn in der Steiermark, als er nach seinem juristischen Studium 1817 bei den steirischen Landrechten eintrat. 1845 kehrte er dann in seine Heimat Tirol zurück. Er war ein Günstling des Erzherzog Johann, der ihn förderte, so dass er, wenn auch in der Landwirtschaftsverwaltung, schnell Karriere machte. Am 15. Dezember 1847 wurde er in den Zentralausschuss der k.k. Landwirtschaftsgesellschaft berufen und noch am gleichen Tage zu deren Präsidenten gewählt. 1852 wurde er nach Ablauf der Amtszeit erneut in das Präsidentenamt berufen.
Zwischenzeitlich hatte er sich im Zuge der Revolution von 1848 politisch engagiert. Er wurde für den Wahlkreis Unterinntal/Tirol und Vorarlberg in die Frankfurter Nationalversammlung gewählt, der er vom 1. September 1848 bis zum Ausscheiden der österreichischen Abgeordneten am 13. April 1849 angehörte. Zurück in Tirol befasste er sich wieder mit Fragen der Landwirtschaft Tirols, insbesondere auch durch Veröffentlichungen über landwirtschaftsrechtliche Fragen, für die er von der Universität Prag mit der Ehrendoktorwürde ausgezeichnet wurde. Nach seinem Eintritt in den Ruhestand siedelte er 1859 nach Graz über, wo er seinen Lebensabend verbrachte.

## Werke
- Über die gesetzmäßige Befriedigung konkurrierender Gläubiger außer und bei der Konkursverhandlung, 1837.
- Abhandlung über Fideikommisse nach dem österreichischen Gesetze, 1842.
- Über die Notwendigkeit der Einführung des Grundbuches mit Rücksicht auf das Verfachwesen in Tirol und anderen Kronländern, 1849.
- Zusammenstellung der Vorschriften der neuesten Gesetze, 1851.